# سیاوش‌آباد
لرستان
سیاوش‌آباد ، روستایی از توابع بخش مرکزی شهرستان ازنا در استان لرستان ایران

## جمعیت
این روستا در دهستان پاچه لک غربی قرار دارد و براساس سرشماری مرکز آمار ایران در سال ۱۳۸۵، جمعیت آن ۴۷۷ نفر (۹۲خانوار) بوده‌است.